# بكتيريا أليفة الشحم

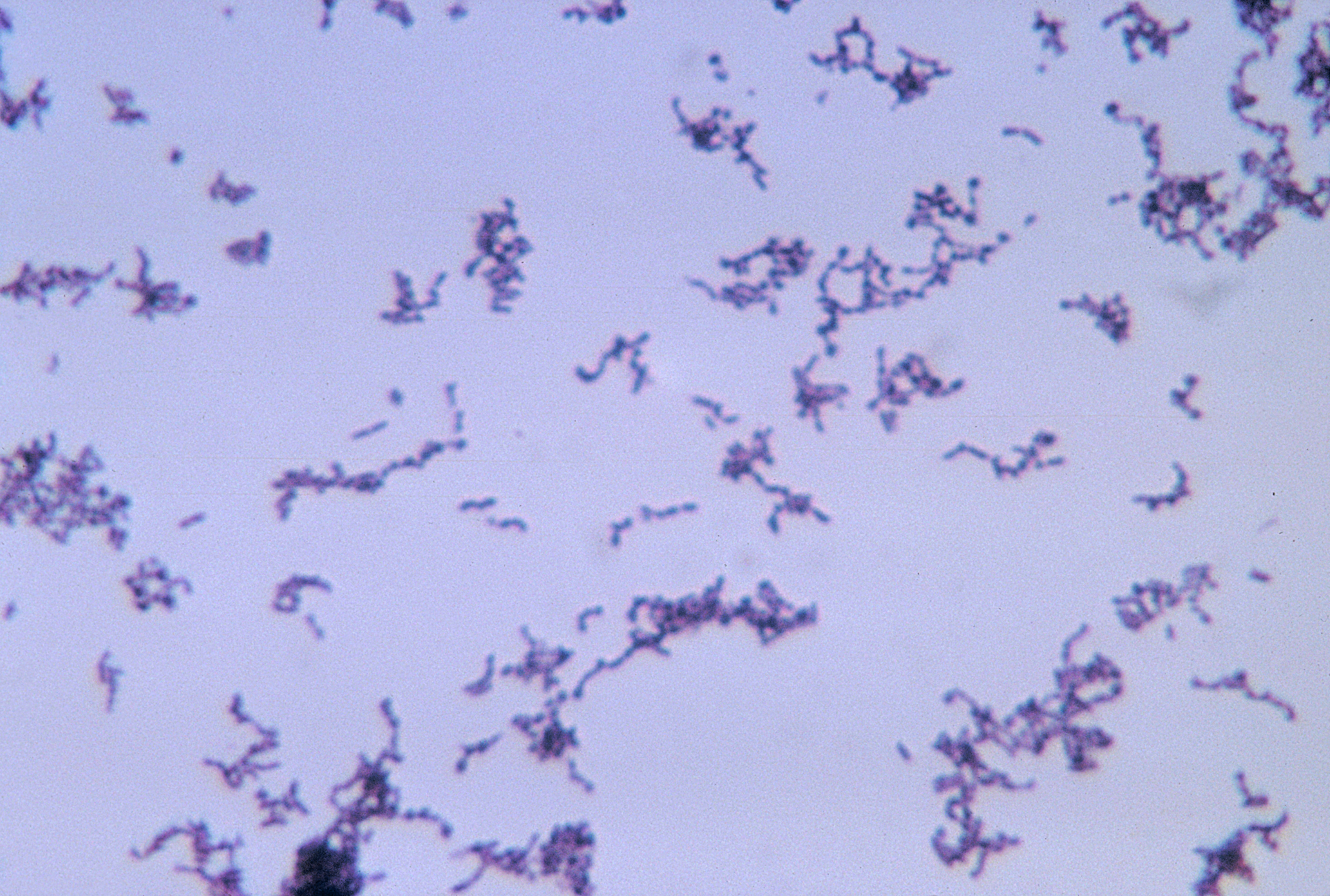
بكتيريا حب الشباب البروبيونيبة المزروعة في وسط ثيوجليكولات

بكتيريا أليفة الشحم أو بكتيريا محبة الشحم أو بكتيريا أليفة الدهن أو بكتيريا محبة للدهن (بالإنجليزية: Lipophilic bacteria)‏ هي البكتيريا التي تتكاثر في الدهون.

## أنواع
وهي تشمل أنواع الوتدية أليفة الشحم.
البكتيريا البروبيونية العدية المسببة لحب الشباب هي نوع من البكتيريا أليفة الشحم، التي تفرز الأحماض الدهنية وتفاقم الزؤانات. ومع ذلك، فإن مجموعة البكتيريا أليفة الشحم ليست مسببة للأمراض، أي أنها لا تسبب التسمم الغذائي أو العدوى الغذائية

## مخاطر صحية
توجد كميات صغيرة من الدهون على سطح معظم المواد في المختبرات ومراكز الرعاية الصحية، وبالتالي قد تدعم انتشار البكتيريا أليفة الشحم. ومع ذلك، كونها ليست المسببة للأمراض، فأن ذلك لا يعد تهديدا خطيرا. البكتيريا أليفة الشحم قد تتكاثر أيضا في الأغذية قليلة الدسم. ومع ذلك، في صناعة الأغذية الحديثة هذا أمر نادر الحدوث للغاية ، وفي أسوأ الأحوال تسبب تلون الدهون